# Góry Franklina
Góry Franklina (ang. Franklin Mountains) – pasmo górskie w północno-zachodniej części Ameryki Północnej, w Kanadzie. Leżą na wschód od środkowego biegu rzeki Mackenzie. Zbudowane są ze skał metamorficznych i krystalicznych, najwyższym szczytem jest Clark (1462 m n.p.m.).